# 방범 탐정·에노모토 시리즈
《방범 탐정·에노모토 시리즈》(일본어: 防犯探偵・榎本シリーズ)는 카도카와 쇼텐으로부터 간행되고 있는 키시 유스케의 추리 소설 시리즈의 총칭이다.

## 개요
방범 숍 《F＆F 시큐리티 숍》 점장의 방범 컨설턴트로 본직은 도둑인 본작의 탐정 역·에노모토 케이와 본작의 와트슨 역인 미인으로 상식인이지만 어딘가 천연의 마음이 있는 변호사·아오토 준코가, 여러 번 밀실 살인 관련 사건에 관련되어, 밀실의 수수께끼를 밝혀내 사건을 해결해 나가는 모습을 그린다.
전술한 것처럼 전 작품 다 밀실 살인만을 취급하고 있는 것 외, 준코가 여러 가지 가설을 세워서는, 에노모토가 반증 하는 것으로 해를 하나하나 잡아서 가면서 추리한다는 것이 기본적인 패턴이 되고 있다.

## 시리즈
- 유리망치
  - 하드 커버 :  2004년 4월 카도카와 쇼텐
  - 문고 :  2007년 10월 카도카와 분코
- 도깨비불의 집
  - 하드 커버 :  2008년 3월 카도카와 쇼텐
  - 문고 :  2011년 9월 카도카와 분코
- 열쇠가 잠긴 방 / 자물쇠가 잠긴 방
  - 하드 커버 :  2011년 7월 카도카와 쇼텐
  - 문고 :  2012년 4월 카도카와 분코
  -  2012년 10월 북홀릭

## 등장인물
에노모토 케이
방범 숍 《F＆F 시큐리티 숍》의 점장으로 방범 컨설턴트. 방범 컨설턴트의 일도 자금 선정을 위해서 시작한 것에 지나지 않는다. 방범에만 자세히 알 뿐만 아니라, 물리나 화학 등 다방면에 지식을 가지고 있다. 냉정하고 지적이며 자신의 페이스를 무너뜨리지 않는 초연한 성격. 지적이고 자신이 이길 수 없는 여성에게 끌리는 경향이 있으며 그런 여성에게 자신의 힘을 과시하려는 욕망을 품고 있기 때문에 준코에게 비슷한 감정을 가지고 있다.
아오토 준코
《구출 법률 사무소》 변호사. 청초하고 지적인 분위기의 미인. 다부지고 정의감의 강한 성격으로 말이 통하지 않는 것을 싫어 한다.

## 텔레비전 드라마
《열쇠가 잠긴 방》(일본어: 鍵のかかった部屋)은 2012년 4월 16일부터 동년 6월 25일까지 후지 TV 계열에서 매주 월요일 21:00 ~ 22:54에 《게츠쿠》 시간대에 방송된 오노 사토시가 주연을 맡은 일본의 텔레비전 드라마이다.
대기업 경비 회사 사원·에노모토 케이는 〈이 세상에 풀리지 않는 열쇠는 없다〉라고 할 정도의 “시큐리티 매니아”이다. 본작은 사건 해결 자체에 관심은 없지만 밀실을 푸는 것에는 무서운 집념을 보이는 에노모토가 변호사인 준코, 세리자와와 협력해 의뢰받은 사건을 해결해 나가는 밀실 퍼즐 미스터리. 캐치프레이즈는 〈밀실은, 풀렸습니다.〉.
주연 오노 사토시는 본작은 후지 TV의 연속 드라마 및 게츠쿠 첫 주연이며, 《괴물군》(2010년, 닛폰 TV 계열) 이래, 2년 만의 연속 드라마 주연이다. 게츠쿠에서 원작을 테마로 한 드라마는 《갈릴레오》(2007년) 이래가 된다. 또, 레귤러 등장인물이 3명(실질은 4명)이라고 하는 것은 게츠쿠에서 최소이다.
주인공 에노모토 케이의 직업은 원작과 다른 것 외에 아오토 준코의 근무처 이름이 다른 것, 오리지널 캐릭터가 등장하는 등의 차이점이 있다.
2014년 1월 3일, 스페셜이 방송되었다.

### 캐스트/등장인물
아오토 준코 (26) - 토다 에리카
프리드맨·세리자와 종합 법률 사무소 변호사. 세리자와의 어시스턴트.
세리자와 고 (50) - 사토 코이치 ※드라마의 오리지널 캐릭터
프리드맨·세리자와 종합 법률 사무소 변호사. 전문은 기업 법무. 합리주의자로 시간에 엄격하다.
에노모토 케이 (30) - 오노 사토시 (아라시리더)
경비 회사 〈도쿄 종합 시큐리티〉의 연구원→F&F 시큐리티·숍 경영자. 일로 불리지 않을 때는 비품 창고실에 상주하고 있다.

#### 도쿄 종합 시큐리티
타치카와 - 슈쿠가와 아톰
도쿄 종합 시큐리티, 에노모토의 동료.

#### 프리드맨·세리자와 종합 법률 사무소
미즈시로 리나 - 노넨 레나 (연속 드라마)
프리드맨·세리자와 종합 법률 사무소 비서. 스핀오프 기획 《준코의 수첩》에서는 주연을 연기하고 있다.
키류 하루카 - 마츠이 쥬리나 (스페셜/우정 출연)
프리드맨·세리자와 종합 법률 사무소 비서.

#### 그 외
코노 미츠오 - 우카지 타카시 (제3화 ~ 11화·스페셜)
경시청 수사 1과 형사부 형사.

#### 게스트
- Episode1
  - 이케하타 세이치 (신일본 장례사 전무·오이시의 조카) - 카자마 모리오
  - 쿠사카베 마사토모 (메이쇼 법무 사법 서사 사무소 사법 서사) - 호리베 케이스케
  - 마루야마 (무역회사 사장·오이시의 친구) - 하마다 아키라
  - 오이시 마스오 (신일본 장례사 사장) - 마에다 마사아키
  - 타시로 후미코 (신일본 장례사 사장 비서) - 아나미 아츠코
  - 오다카 (중앙 아사히 은행장) - 나다카 타츠오
  - 마츠다 타이키 (사건의 목격자) - 하시노 류노스케
  - 카와사키 (중앙 아사히 은행 부총재) - 마에다 켄
- Episode2
  - 아이다 아이이치로 (원 도둑·미키와 다이키의 숙부) - 나카무라 시도
  - 타카자와 요시오 (미키와 다이키 계부·네리마구립니시가오카 중학교 과학 교사) - 타카시마 마사히로
  - 타카자와 미키 (다이키의 누나·네리마구립니시가오카 중학교 학생 - 후쿠다 마유코 (어린 시절:야마다 모모카)
  - 타카자와 다이키 (아이다의 조카) - 와다 소타로 (어린 시절:이시이 아츠키)
- Episode3
  - 쿠루스 나오코 (기사 3단·타케와키의 연인) - 아이부 사키
  - 나카노 슈사이 (기사 4단) - 오시나리 슈고
  - 이나가키 마리 (기사 1급·나오코의 후배) - 야마시타 리오
  - 타케와키 신페이 (기사 5단) - 유조
  - 타니 지로 (기사 8단) - 코다마 라이신
  - 부스지마 카오루 (기사 류오) - 키시 유스케 (Special thanks)
- Episode4
  - 쿠와시마 미카 (쿠와시마의 아내) - 시라이시 미호
  - 후루미조 토시키 (쿠와시마의 친구·생물계 잡지 비바리움 가이드 라이터) - 마츠오 사토루
  - 야구치 (세리자와를 취재하는 기자) - 아사미 레이나
  - 쿠와시마 에츠코 (쿠와시마의 모친 - 카토 카즈코
  - 쿠와시마 유지 - 쿠가사와 토오루
- Episode5
  - 스기사키 슌지 - 아라이 히로후미
  - 이이쿠라 카나 - 세키 메구미
  - 사이토 미사토 - 코마츠 아야카
  - 다케모토 케사오 - 타쿠보 잇세이
  - 미쓰이 - 요코보리 에츠오
- Episode6
  - 오니츠카 하야토 (극단 코라쿠엔 공연자 겸 극작가) - 사카모토 마사유키 (V6)
  - 하타케야마 나오 (극단 코라쿠엔 공연자 겸 연출가) - 호리우치 케이코
  - 이오카 유우키 (극단 코라쿠엔 공연자·리나의 그이) - 키리야마 아키토 (칸사이 쟈니즈 Jr.)
  - 야쿠시지 타케시 (극단 코라쿠엔 공연자) - 야마나카 소우
  - 미즈키 시게하루 (일본 기업 법무 변호사 협회 회장·리나의 부친) - 시미즈 코지
- Episode7
  - 니시노 사네유키 (아이미의 부친) - 요시다 코타로
  - 니시노 타케시 (니시노가 장남) - 카쿠 토모히로
  - 니시노 아이미 (니시노가 장녀) - 모리사코 에이
  - 니시노 아스카 (니시노가 차녀) - 이시이 코코아
  - 츠지 토미코 - 타카야나기 요코
  - 엔도 하루히코 (사네유키의 친구) - 히라타 미츠루
- Episode8
  - 안자이 리카코 (후미에의 어시스턴트) - MEGUMI
  - 타치바나 아사미 (후미에의 어시스턴트) - 이와사 마유코
  - 나카다 후미에 (유카의 숙모·만화가) - 와타나베 메구미
  - 나카다 유카 (후미에의 조카·탤런트) - 시다 미라이
  - 미야케 마사하루 (후지 TV 아나운서·메자마시 TV MC)
  - 쇼노 요코 (후지TV 아나운서·메자마시 TV MC)
  - 마츠오 미도리 (후지 TV 아나운서·메자마시 TV 출연자)
- Episode9
  - 노노가키 지로 (토가시 무역 이사) - 아이카와 쇼
  - 사카구치 켄야 (토가시 무역 이사) - 타카스기 코우
  - 핫타 미츠오 (토가시 무역 사원) - 스즈키 료헤이
  - 이누야마 카츠미 (토가시 무역 사원) - 사토 유우키
  - 오카자키 마사시 (토가시 무역 부사장) - 이노우에 하지메
  - 핫타 미사 (미츠오의 딸) - 하타케야마 리나
  - 토가시 코타츠 (토가시 무역회사 사장) - 이와마츠 료
- Episode10 ~ 11
  - 사토 마나부 (시부야 빌딩 관리 환경 미화원) - 타마키 히로시
  - 에하라 마사키 (개호 서비스 회사 베이 리프 부사장) - 스즈키 카즈마
  - 히사나가 토쿠지 (베이 리프 전무) - 나카마루 신쇼
  - 에하라 쇼조 (베이 리프 사장) - 사사키 카츠히코
  - 이토 칸비 (베이 리프 사장 비서) - 니시야마 마유코
  - 카와무라 시노부 (베이 리프 전무 비서) - 혼다 츠바사
  - 이와키리 신이치 (베이 리프 개호 로봇 개발 과장) - 스가와라 다이키치
  - 안요지 슈 (베이 리프 개호 소쿠리 연구과장) - 코스다 야스토
  - 카타야마 (경시청 수사 일과 형사) - 아사리 쇼고
  - 만다 (경시청 수사 일과 형사) - 마루야마 토모미
- 스페셜
  - 이나바 토오루 (현대 미술 아티스트) - 후지키 나오히토
  - 오카무라 미치코 (후지바야시의 조카·에스테 살롱 경영자) - 쿠로키 히토미
  - 히라마츠 테츠하루 (신세기 아트 뮤지엄 관장) - 사노 시로
  - 코비야마 스스무 (맨션 관리인) - 오카다 요시노리
  - 후지바야시 쇼조 (미치코의 큰아버지·AW 증권 회장) - 쿠로베 스스무
  - 사사키 - 이토 마사유키
  - 아사즈마 (맨션 주인) - 토지 타카오

### 제작진
- 원작 - 키시 유스케
- 각본 - 아이자와 토모코, 니시 코스케, 오카다 미치나오
- 각본 협력 - 모리 하야시
- 각본 리서치 - 니시다 코지
- 음악 - Ken Arai
- 법무 감수 - 마부치 야스시(르네스 종합 법률 사무소)
- 방범 지도 - 후지시마 히로시(ALSOK), 타카하시 지로
- 방범 감수 - 우메모토 마사유키
- 법의학 감수 - 타카기 테츠야(쿄린 대학), 카미무라 코이치(도쿄 의과 치과 대학)
- 과학 감수 - 이와오 토오루(도쿄 도시 대학)
- 열쇠 감수 - 열쇠의 110번, 열쇠의 구급차
- 매직 지도 - 이리에 켄야
- 장기 지도 - 오오히라 타케히로
- 연극 감수 - 오시오 사토시
- 극단 코라쿠엔 댄스 더빙 - WRECKING CREW ORCHESTRA
- 만화 감수 - 이케다 유키오, 종합 학원 휴먼 아카데미
- 개 훈련사 - 사토 마모루
- VFX - 요코이시 쥰, 아카바 사토시
- VFX 디렉터 - 야마모토 마사유키
- 프로듀스 보조 - 니시다 쿠미코, 오기타 마유미
- 프로듀서 - 오하라 카즈타카
- 협력 프로듀서 - 나카노 토시유키
- 연출 보조 - 카나이 히로
- 연출 - 마츠야마 히로아키, 카토 유스케, 이시이 유스케
- 제작 - 후지 TV 제작 센터

### 주제가
- 아라시 〈Face Down〉 (제이스톰)
  - 전 방송 《럭키 세븐》부터 2번 연속으로, 아라시가 주제가를 담당. 게츠쿠에서 2작 연속으로 동일 아티스트가 주제가를 다루는 것은 처음이다.

### 방송 일자

#### 연속 드라마
| 각 화                                                     | 방송일          | 부제                                               | 원작                            | 각본            | 연출              | 시청률 |
| --------------------------------------------------------- | --------------- | -------------------------------------------------- | ------------------------------- | --------------- | ----------------- | ------ |
| Episode1                                                  | 2012년 4월 16일 | 멈춰선 남자                                        | 《열쇠가 잠긴 방》              | 아이자와 토모코 | 마츠야마 히로아키 | 18.3%  |
| Episode2                                                  | 2012년 4월 23일 | 열쇠가 잠긴 방                                     | 《열쇠가 잠긴 방》              | 아이자와 토모코 | 마츠야마 히로아키 | 16.5%  |
| Episode3                                                  | 2012년 4월 30일 | 장기판의 미궁                                      | 《도깨비불의 집》               | 아이자와 토모코 | 카토 유스케       | 14.4%  |
| Episode4                                                  | 2012년 5월 7일  | 검은 어금니                                        | 《도깨비불의 집》               | 아이자와 토모코 | 카토 유스케       | 15.5%  |
| Episode5                                                  | 2012년 5월 14일 | 열쇠가 잠기지 않은 방 (원제 〈비뚤어진 상자〉)     | 《열쇠가 잠긴 방》              | 아이자와 토모코 | 마츠야마 히로아키 | 15.6%  |
| Episode6                                                  | 2012년 5월 21일 | 밀실 극장                                          | 《열쇠가 잠긴 방》              | 니시 코스케     | 이시이 유스케     | 15.4%  |
| Episode7                                                  | 2012년 5월 28일 | 도깨비불의 집                                      | 《도깨비불의 집》               | 아이자와 토모코 | 카토 유스케       | 16.1%  |
| Episode8                                                  | 2012년 6월 4일  | 개는 알고 있다 (원제 〈개는 알고 있다 Dog Knows〉) | 《도깨비불의 집》               | 오카다 미치나오 | 마츠야마 히로아키 | 15.4%  |
| Episode9                                                  | 2012년 6월 11일 | 말려든 남자                                        | 〈평온한 자살〉 (단행본 미수록) | 니시 코스케     | 이시이 유스케     | 16.0%  |
| Episode10                                                 | 2012년 6월 18일 | 유리의 해머                                        | 《유리의 해머》                 | 아이자와 토모코 | 카토 유스케       | 13.8%  |
| Episode11                                                 | 2012년 6월 25일 | 유리의 해머                                        | 《유리의 해머》                 | 아이자와 토모코 | 마츠야마 히로아키 | 17.5%  |
| 평균 시청률 16.0% (시청률은 칸토 지구·비디오 리서치 조사) |                 |                                                    |                                 |                 |                   |        |

- 첫회는 15분 확대 (21:00 ~ 22:09).

#### 스페셜
| 방송일         | 부제             | 원작                                                                       | 각본            | 연출              | 시청률 |
| -------------- | ---------------- | -------------------------------------------------------------------------- | --------------- | ----------------- | ------ |
| 2014년 1월 3일 | 거울 나라의 살인 | 《거울 나라의 살인》 (소설 야성 시대 게재) 《두 개의 밀실》(가제) (미발표) | 아이자와 토모코 | 마츠야마 히로아키 | 15.9%  |